# Clare Rowan
Clare Rowan (* 1982) ist eine australische Althistorikerin und Numismatikerin.

## Leben und Leistungen
Clare Rowan erlangte ihren Bachelor-Titel am Department of History and Archaeology der Macquarie University in Sydney. Für ihren Master-Grad ging sie an die University of Canterbury in Christchurch, Neuseeland. Für die Promotion kehrte sie nach Sydney zurück, ihre Dissertation beschäftigte sich mit den Severern. Nach der Erlangung ihres Ph.D. wurde Rowan Macquarie Gale Scholar an der British School at Rome, wo sie zur Veränderung der Stadt unter den Severern forschte. Als Postdoc arbeitete sie danach im Projekt Coinage and the Dynamics of Power. The Western Mediterranean 500–100 BC an der Universität Frankfurt und war dort zudem Teil des Graduiertenkollegs Value and Equivalence. The Genesis and Transformation of Values from an Archaeological and Anthropological Perspective. 2012 ging sie an die University of Warwick, wo sie seitdem als Associate Professor im Department of Classics and Ancient History lehrt und als Director of Graduate Studies sowie IT officer fungiert. Von 2016 bis 2021 war sie für ihre Forschungen zu antiken Wertmarken  Inhaberin eines Forschungsstipendiums des Europäischen Forschungsrates (ERC starting grant).
Zentrale Forschungsthemen Rowans sind zum einen die Severer und ihre Zeit, zum anderen die antiken Wertmarken (tesserae, spintria, tokens). Für ihre Forschungen zu Letzteren wurde sie 2015 mit dem Warwick University Award for Teaching Excellence ausgezeichnet. Sie ist Herausgeberin für die antiken Themen des The Numismatic Chronicle, Vorstandsmitglied der Royal Numismatic Society und Mitglied des Herausgebergremiums des Journal of the Numismatic Association of Australia. Auf dem Youtube-Kanal Classics and Ancient History des Department of Classics and Ancient History der University of Warwick berichtet sie immer wieder über ihre Forschung.

## Publikationen (Auswahl)
Monografien
- Under Divine Auspices. Divine Ideology and the Visualisation of Imperial Power in the Severan Period. Cambridge University Press, Cambridge 2013, ISBN 978-1-107-02012-2.[2]
- From Caesar to Augustus (c. 49BC to AD 14). Using coins as sources (= Guides to the Coinage of the Ancient World). Cambridge, Cambridge University Press 2019, ISBN 978-1-107-03748-9.[3]
- Tokens and Social Life in Roman Imperial Italy. Cambridge, Cambridge University Press 2023, ISBN 978-1-009-03043-4 (Digital), ISBN 978-1-009-01574-5 (Softcover), ISBN 978-1-316-51653-9 (Hardcover) Digitalisat.

Herausgeberschaften
- mit Annabel Bokern: Embodying value? The transformation of objects in and from the ancient world (= BAR International series. Band 2592). Archaeopress, Oxford 2014, ISBN 978-1-4073-1220-0.
- mit Antonino Crisa und Mairi Gkikaki: Tokens. Culture, Connections, Communities (= Royal Numismatic Society. Special Publication. Band 57). Royal Numismatic Society, London 2019, ISBN 978-0-901405-35-7.